# Olexandria
Olexandria (em ucraniano:  Олександрія) ou Alexandria (em russo:  Александрия) é uma cidade da Ucrânia, situada no Oblast de Kirovogrado. Centro administrativo do raion de Olexandria, localiza-se a 64 km a leste de Kirovogrado, formando o triângulo no centro do qual fica o Centro Geográfico da Ucrânia. Tem 55 km² de área e sua população em 2020 foi estimada em 78.366 habitantes.

## História
No século XVI - primeira metade do século XVIII, as terras da cidade moderna e os territórios adjacentes a ela pertenciam ao Hetmanato e ao Cossacos de Zaporíjia . A primeira menção ao assentamento de Usivka (em ucraniano:  Усівка) remonta a 1746 . Em 1784, o assentamento foi renomeado para Oleksandriysk. Mais tarde o nome da cidade foi mudado para Alexandria. Em 1793 viviam aqui 738 pessoas, em 1858 7.800 pessoas e no início do século XX, 14.007 pessoas 
Durante a Guerra de Independência da Ucrânia em 1917, destacamentos de cossacos ucranianos livres surgiram em Oleksandria. Mais tarde, a cidade foi capturada pelo exército soviético, que aterrorizou a população local. Em maio de 1919, o maior levante antibolchevique na Ucrânia ocorreu em Oleksandria, liderado pelo Otaman Nikifor Grigoriev. Em 23 de maio de 1919, o levante foi brutalmente reprimido pelas tropas do exército soviético . Durante o Holodomor de 1932–1933, pelo menos 1.729 residentes da cidade morreram . De 6 de agosto de 1941 a 6 de dezembro de 1943, a cidade foi ocupada pelos nazistas.
Em 2013, 82.819 residentes viviam aqui. Durante a Guerra Russo-Ucraniana, 24 pessoas de Olexandria morreram, em cuja homenagem um monumento em forma de cruz com o brasão da Ucrânia foi inaugurado no Dia da Independência de 2017  . Em 2022, durante a Invasão da Ucrânia pela Rússia, os russos atingiram a infraestrutura da cidade e do aeroporto com dois mísseis. Mais tarde, o chefe da Administração Estatal Regional de Kirovohrad, Andriy Raikovich, e o prefeito de Oleksandria, Serhiy Kuzmenko, relataram os mortos e feridos como resultado do ataque  . Em 2023, por ocasião do Dia da Independência, foi inaugurado o Beco Memorial dos mortos na guerra Russo-Ucraniana .

## Galeria

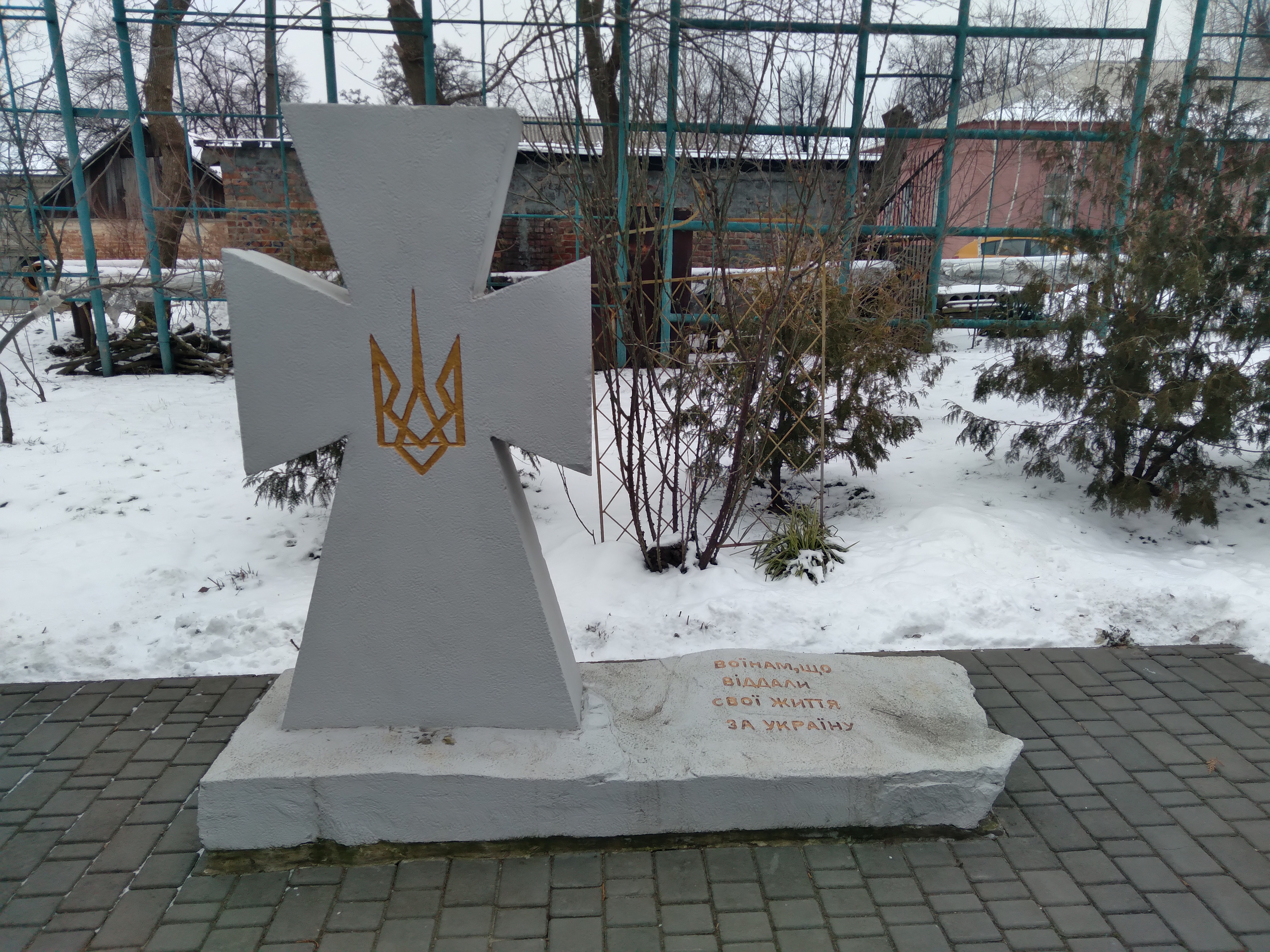
um monumento aos heróis da guerra russo-ucraniana (2014-)
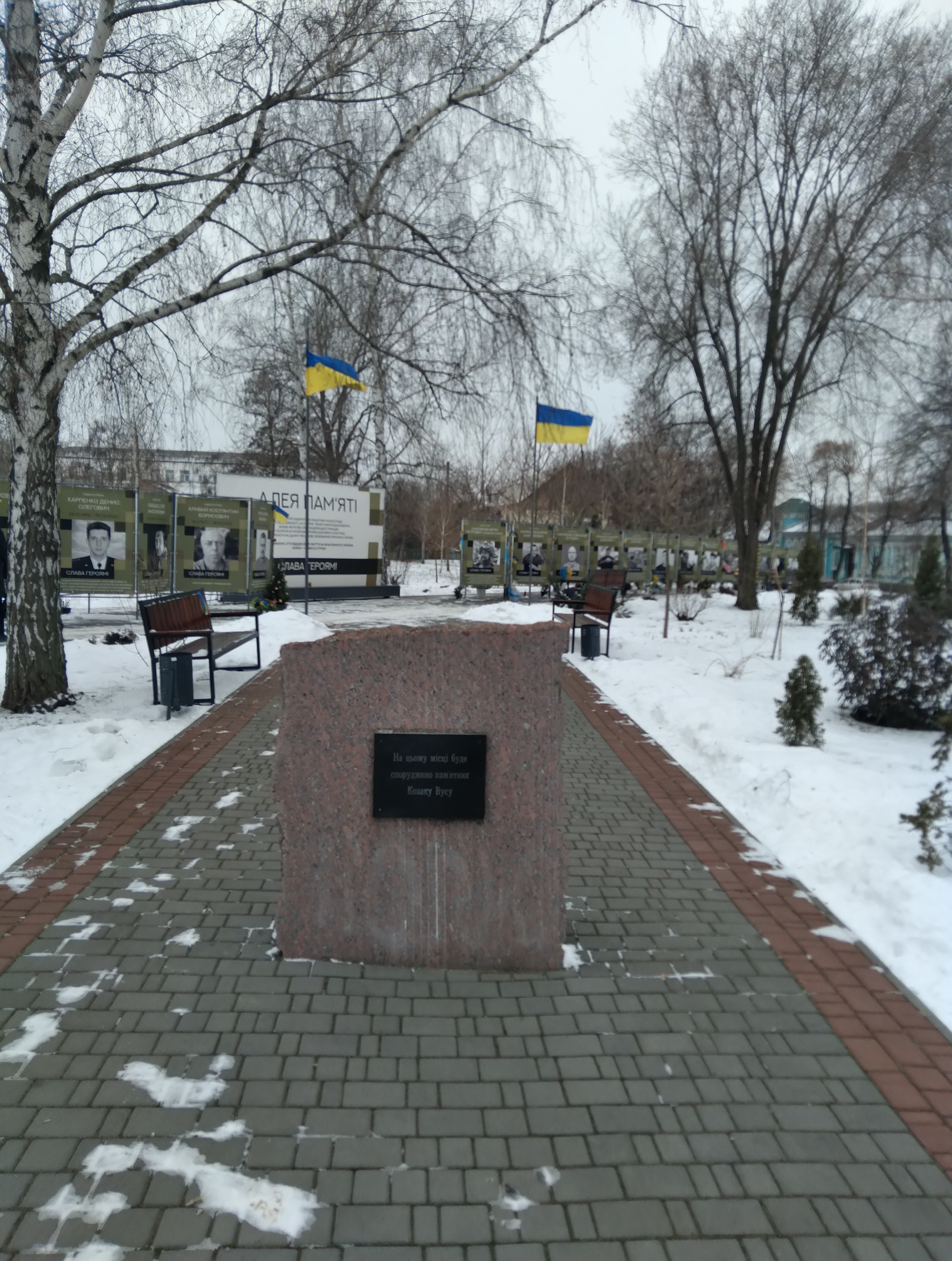
um monumento ao fundador da cidade
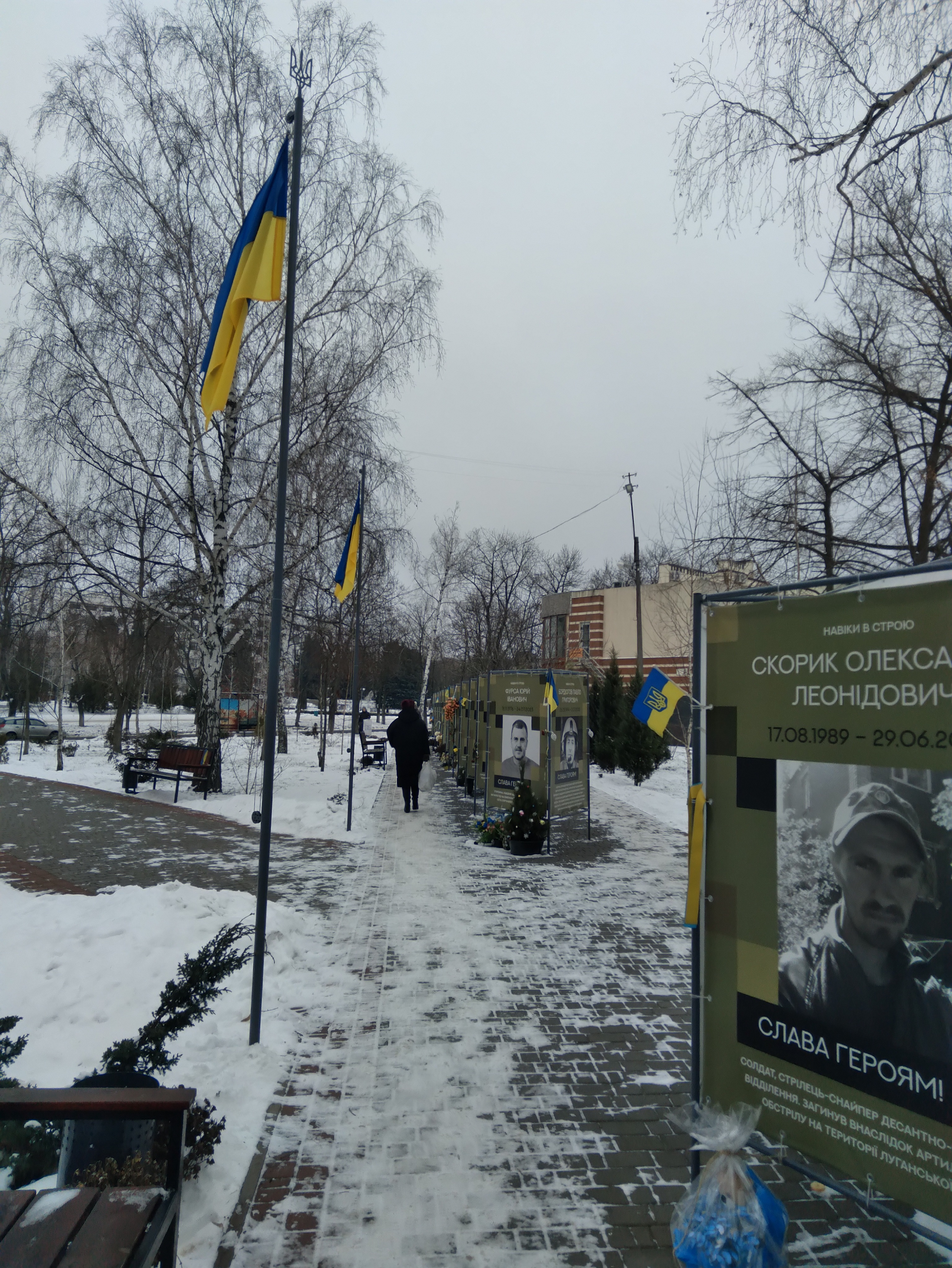
Beco da memória dos defensores caídos
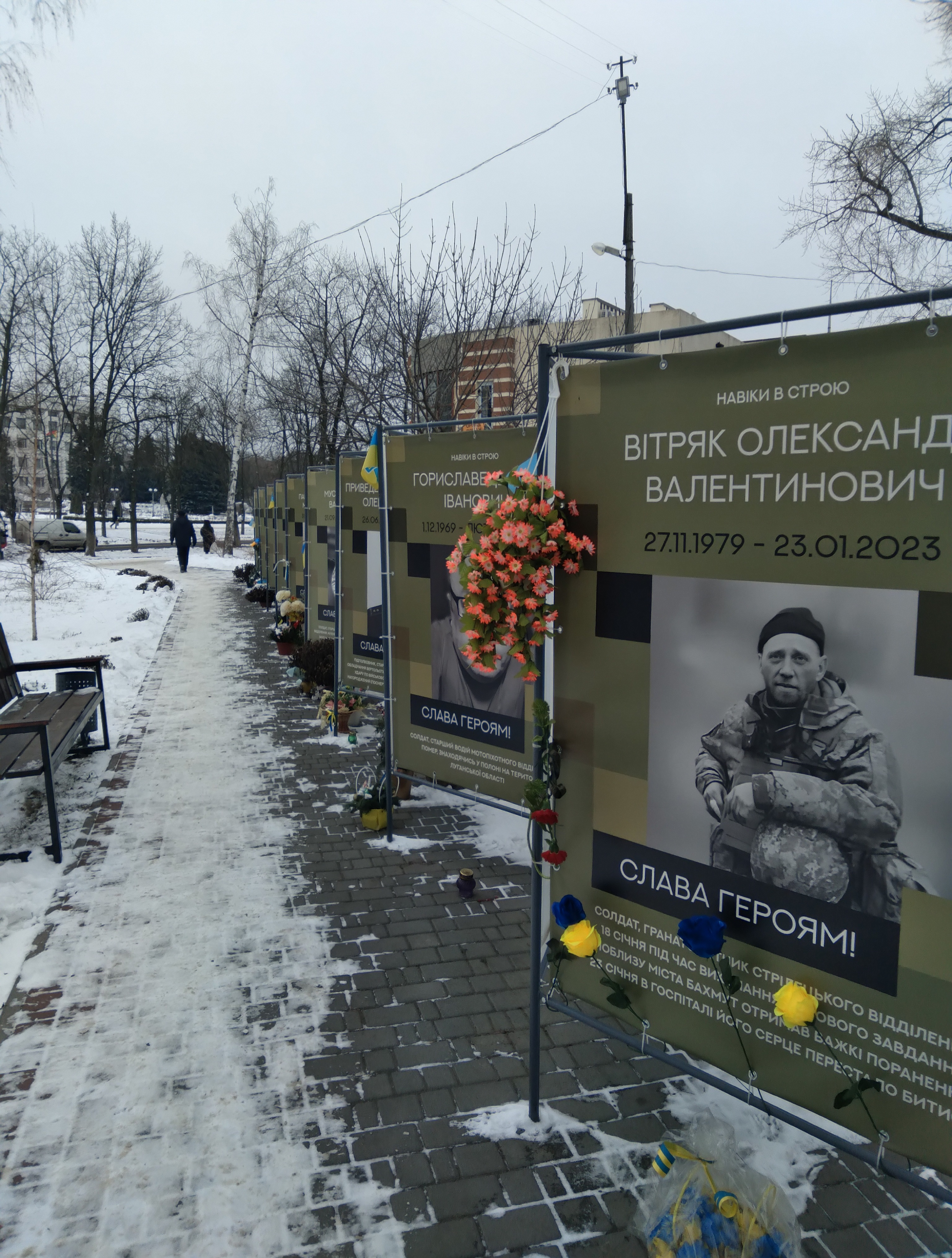
Beco da memória dos defensores caídos
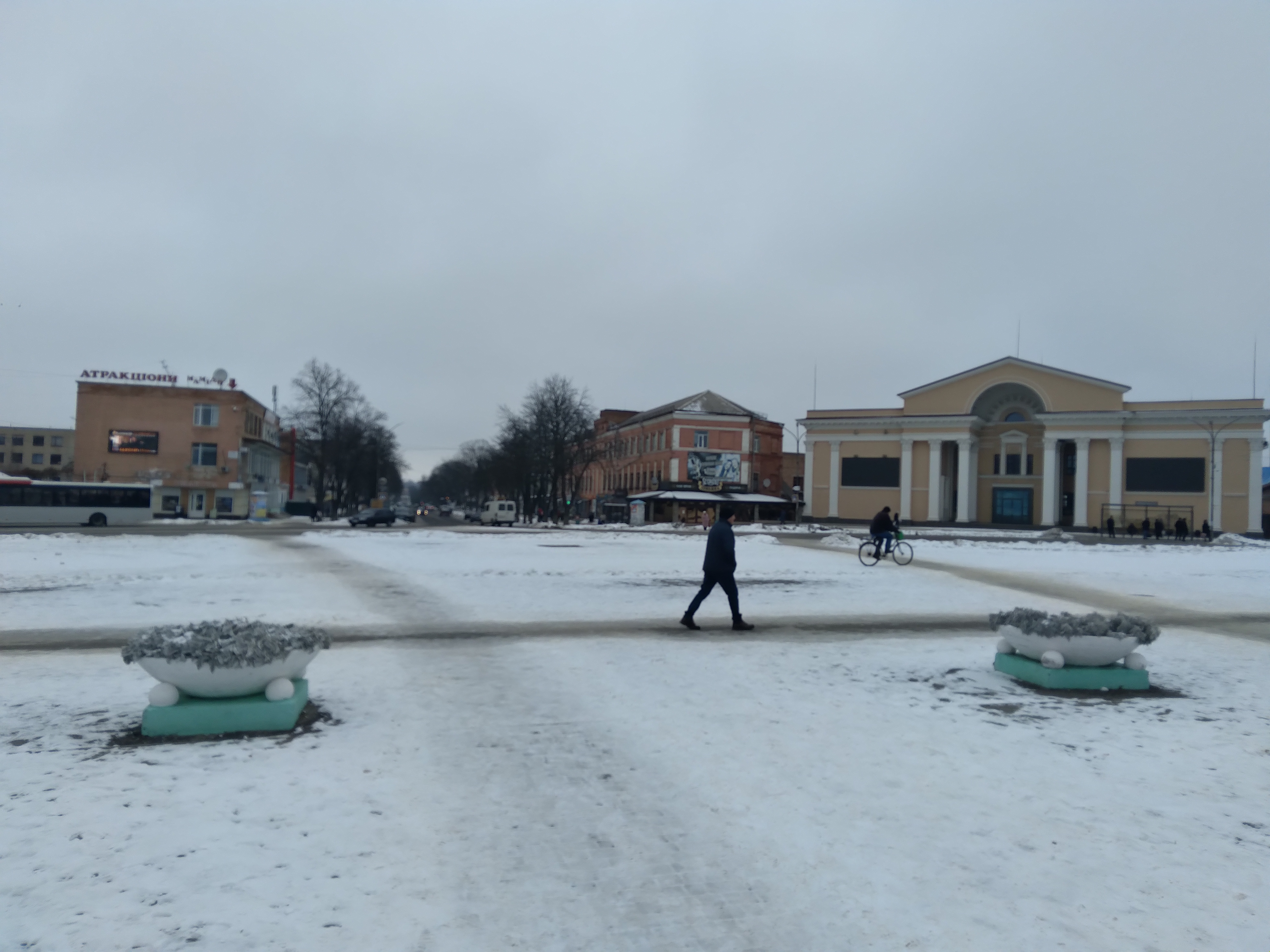
centro da cidade
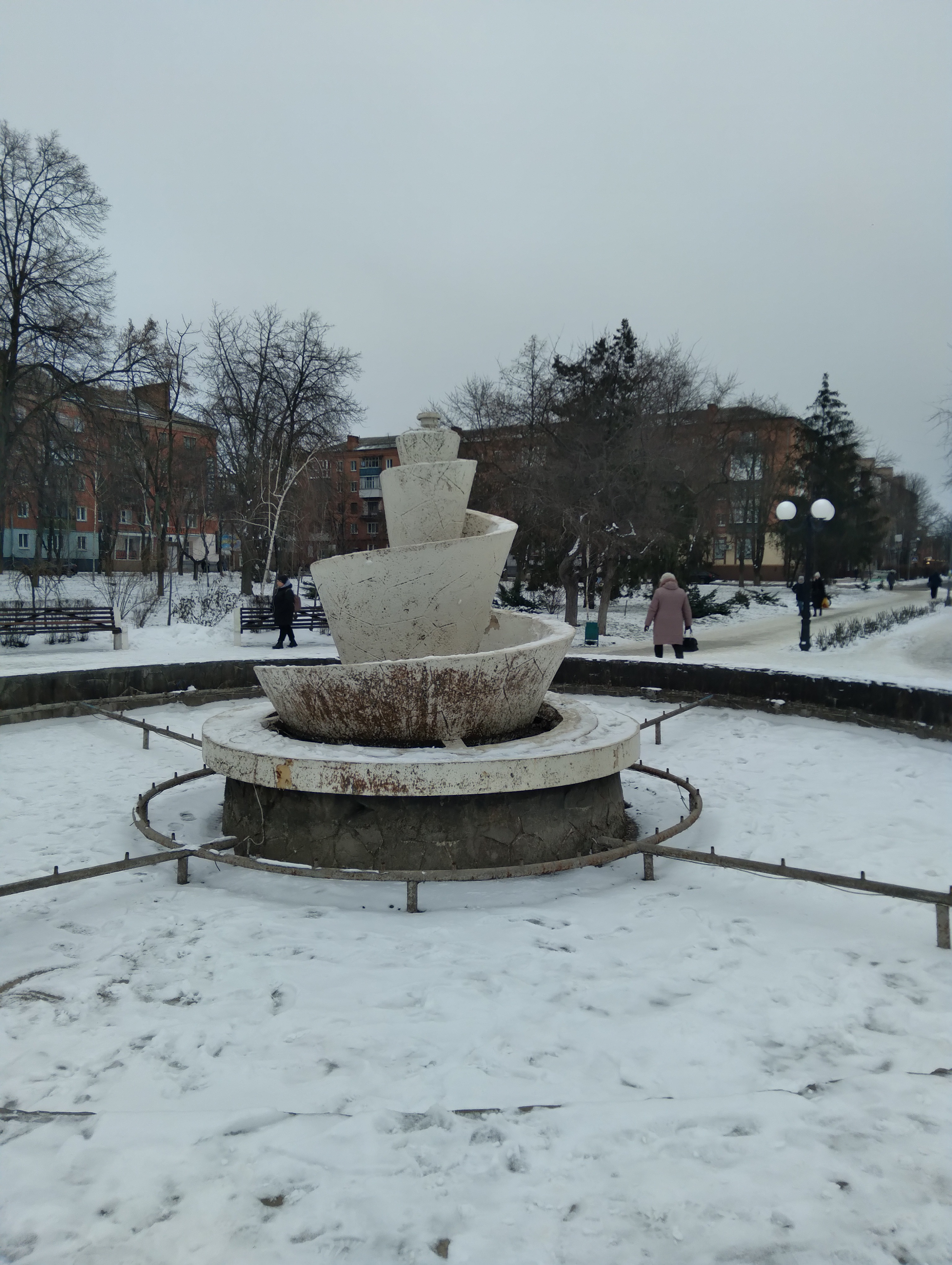
fonte na praça
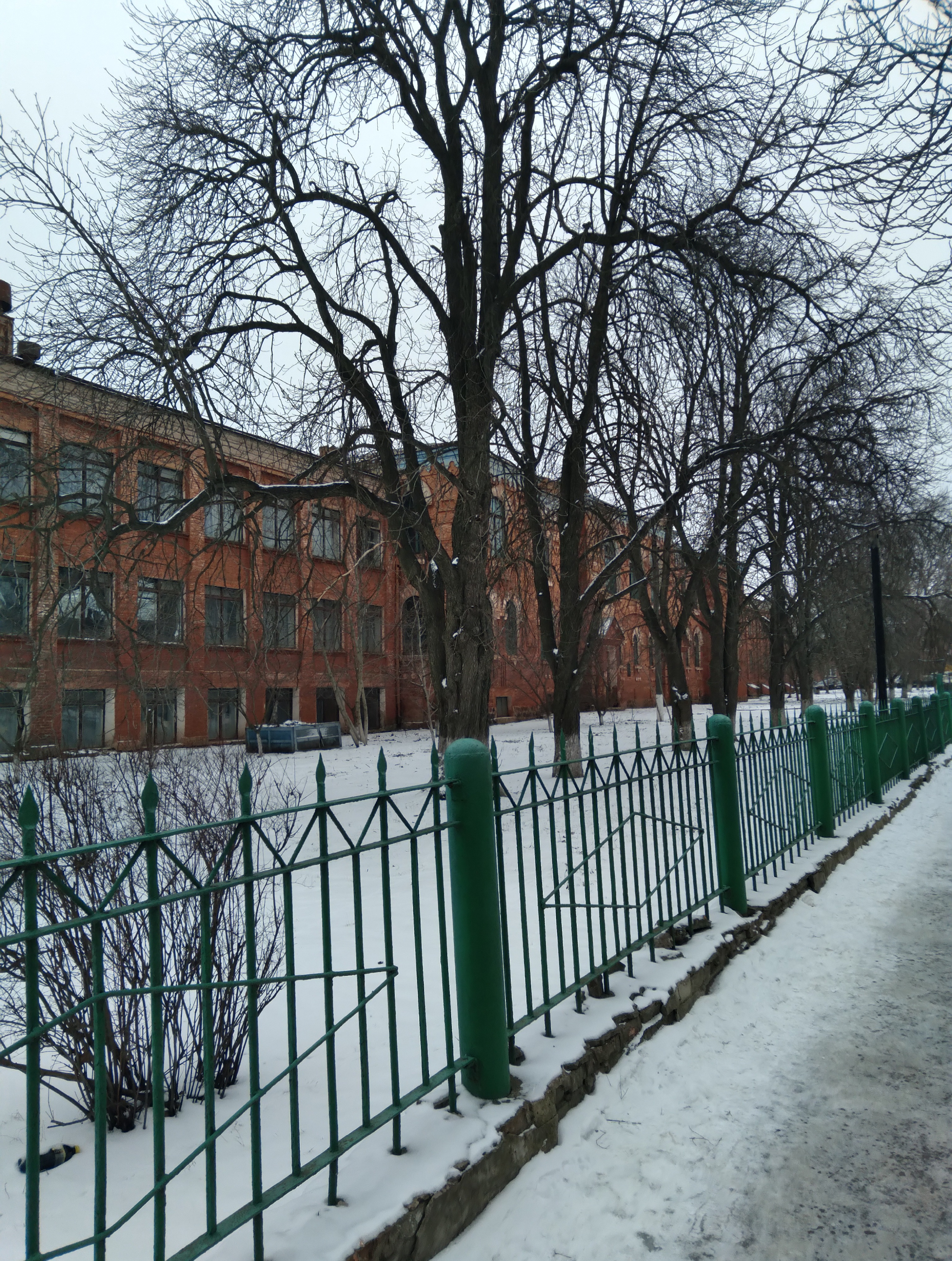
um dos monumentos históricos

## População
| 1897   | 1926    | 1939   | 1959   | 1970   |
| ------ | ------- | ------ | ------ | ------ |
| 16 000 | 18 000  | 20 000 | 49 000 | 69 000 |
| 1979   | 1989    | 2001   | 2005   | 2008   |
| 82 059 | 102 611 | 93 357 | 88 916 | 86 344 |

## Economia
A principal empresa da cidade é a Fábrica de Equipamentos Elétricos Etal (em ucraniano:  Етал ; em russo:  Этал), que emprega 2.230 pessoas (2007). 

## Personalidade
- Leonid Popov, antigo cosmonauta soviético, de origem ucraniana.